# Ergela međimurskog konja, Žabnik
Ergela međimurskog konja Žabnik, konjogojsko gospodarstvo osnovano 2015. godine radi održanja i revitalizacije ugrožene autohtone hrvatske pasmine međimurskog konja. Nalazi se na gmajni, općinskom pašnjaku, u blizini toka rijeke Mure kod naselja Žabnik u općini Sveti Martin na Muri u Međimurskoj županiji, na krajnjem sjeveru Hrvatske, gdje je izgrađena infrastruktura potrebna za držanje konja, uključujući konjušnicu s boksovima. U nju je prigodom početka rada smješteno osam kobila otkupljenih od privatnih uzgajatelja konja i one predstavljaju njen matični fond.

## Osnivanje
Osnivač ergele je „Međimurska priroda", javna ustanova za zaštitu prirode, čije je sjedište u naselju Križovec, a nalazi se na rijeci Muri nešto nizvodnije od položaja same ergele. Njena djelatnost temelji se na Zakonu o zaštiti prirode, a obuhvaća djelatnosti održavanja, zaštite, očuvanja, promoviranja i kontroliranog korištenja zaštićenih područja Međimurske županije.
Formiranje ergele provedeno je tijekom 2015. godine u sklopu europskog programa prekogranične suradnje IPA između Hrvatske i Mađarske pod nazivom „Tri rijeke – jedan cilj“ (Three Rivers – One Aim), kojim se sufinanciraju investicije u kvalitetan razvoj i održanje prirodnih krajobraza, odnosno zaštita biološke raznolikosti na području rijeka Dunava, Drave i Mure. Vrijednost tog projekta iznosila je oko jedan milijun kuna. Ergela je započela s radom 30. studenog 2015., a otvorena je za javnost u nedjelju, 1. svibnja 2016. godine, kada je organiziran Dan otvorenih vrata u sklopu obilježavanja Dana Međimurske županije (30. travnja = spomen na pogibiju Petra Zrinskog i Frana Krsta Frankopana u Bečkom Novom Mjestu 1671. godine). Time je kompleks ergele uvršten među atrakcijske lokalitete turističke ponude Međimurja. 

## Obilježja
Položaj ergele na prostranom prirodnom nizinskom pašnjaku zvanom Žabnička gmajna, koji je u vlasništvu općine Sveti Martin na Muri, a smješten je između naselja Žabnik i Vrhovljan, te glavnog toka rijeke Mure, skoro je idealan za tu vrstu uzgoja životinja. Pašnjak je djelomično okružen i prošaran šumskom vegetacijom, koja omogućava stvaranje hladovine za konje za vrijeme ljetnih žega, a u blizini se nalaze riječni rukavci i izolirane riječne mrtvice (mrtvaje), koje pridonose dovoljnoj vlažnosti tla i rastu pašnjačkih trava kojima se konji hrane. Pokraj ergele postavljene su dvije visoke drvene promatračnice za ptice, koje mogu poslužiti i za praćenje cjelokupne okolne flore i faune, za koje je također predviđeno da se turistički valoriziraju. 
Sama ergela ima površinu 8 hektara. Na njoj je izgrađena drvena konjušnica s boksovima za konje i manjom nadstrešnicom. U sklopu cijelog kompleksa nalazi se i bunar za pojenje konja, te spremište hrane. Sve je okruženo ogradom od grubo obrađenih drvenih oblica, koja životinjama omogućuje slobodno kretanje na otvorenom prostoru u okviru ergele, a sprječava njeno napuštanje. Na ulazu u ergelu smještena je drvena kućica u kojoj se prodaju ulaznice za turističke posjete.

## Perspektive
Osnivanjem i radom žabničke ergele stvoreni su preduvjeti za očuvanje i uzgoj hrvatske samonikle pasmine međimurskog konja na izvornom području gdje je pasmina i nastala, a kasnije se, u doba prostrane Habsburške Monarhije, proširila na velike dijelove Mađarske, Austrije, Slovenije i nekih drugih zemalja, da bi u novije vrijeme bila na rubu izumiranja. 
U svibnju 2017. godine dogovorena je suradnja predstavnika ergele s dvama zagrebačkim fakultetima, Poljoprivrednim i Veterinarskim, u cilju što kvalitetnijeg i sustavnijeg upravljanja ergelom zasnovanog na znanstvenoj i stručnoj osnovi. U sklopu toga razmotrena je mogućnost da studenti navedenih fakulteta održavaju terensku nastavu na ergeli i nekim drugim obližnjim lokalitetima, kao i da profesori fakultetâ budu uključeni u aktivnosti za unapređenje statusa međimurske zavičajne pasmine konja. Suradnja se očekuje i s novoosnovanim Centrom za uzgoj i zaštitu međimurskog konja (CUJZEK) u Macincu, koji je registriran 2020. godine.

## Slike
| Novoizgrađena konjušnica s ulazne strane | Tri kobile u potrazi za hladovinom za vrijeme ljetne žege | Pet kobila uživa slobodu prostranog žabničkog pašnjaka |

## Vanjske poveznice
- Formiranje ergele kao dijela projekta IPA Europske unije pod nazivom „Tri rijeke – jedan cilj“
- Izgradnja objekata u ergeli
- Ergela – europski projekt vrijedan milijun kuna[neaktivna poveznica]
- Dan otvorenih vrata ergele Žabnik
- Ergela očekuje turiste  Arhivirana inačica izvorne stranice od 2. ožujka 2016. (Wayback Machine)
- Suradnja s fakultetima na očuvanju ugrožene zavičajne pasmine međimurskog konja